# Dana & Sunday
Dana & Sunday ou D&S, podendo também ser chamada de The Grace-D&S é um duo de R&B e a primeira subunidade do grupo The Grace.

## Criação
Em 5 de julho de 2011, a S.M. Entertainment anunciou a formação de sua primeira unidade oficial do subgrupo The Grace. Quebrando seu hiato de 4 anos, a dupla é composta por Dana e Sunday, Seu single de estréia, "One More Chance (나 좀 봐줘)", foi lançado digitalmente junto com o videoclipe acompanhante em 11 de julho do mesmo ano.
Em 23 de setembro, Dana & Sunday destaque na parte quatro da trilha sonora para o drama 'Hooray for Love' (애정만만세) com a faixa "Now You" (지금 그대). Dana e Sunday’s "With Coffee Project Part 1" foi lançado em 20 de dezembro, juntamente com o videoclipe da música.
A dupla também participou da oitava compilação de inverno SM Town e 2011 Winter SMTown – The warmest Gift. Os dois executaram a música "Amazing", que foi lançada como um álbum físico apenas no dia 13 de dezembro de 2011.
Dana e Sunday vão se reunir e se apresentar como parte do SM Town Live 2019 em Tóquio em 3-5 agosto de 2019.

## Referencias
1. ↑  https://www.allkpop.com/article/2011/06/sm-confirms-csjh-the-grace-to-make-a-comeback-this-july
2. ↑  «CSJH to comeback as a duo, 'CSJH – Dana & Sunday'»
3. ↑  «CSJH's Dana & Sunday make their long-awaited comeback on 'Music Bank' to be Released on the 11th!»
4. ↑  «CSJH's Dana & Sunday release MV for "First Americano"». allkpop. Consultado em 19 de dezembro de 2011
5. ↑  «SMTOWN 'The Warmest Gift' Track List». en.Korea.com. 8 de dezembro de 2011. Arquivado do original em 27 de novembro de 2014
6. ↑  «日SM타운 라이브 측 "디오·레이·김희철·유리·빅토리아 불참"» [D.O., Lay, Heechul, Yuri and Victoria Unable to Attend SM Town Live in Tokyo]. Isplus.live.joins.com (em coreano). 3 de junho de 2019. Consultado em 22 de julho de 2019